# Samuel Cunard
Senhor Samuel Cunard, 1º Barão (Halifax, 21 de novembro de 1787 – Londres, 28 de abril de 1865) foi um magnata britânico nascido no Canadá.
Cunard nasceu em Halifax, Nova Escócia, filho de um carpinteiro e comerciante de madeira que tinham fugido da Revolução Americana e tinham se instalado Halifax. As habilidades de negócios de Cunard eram evidentes, com 17 anos de idade ele estava administrando sua própria loja geral. Depois ele uniu o pai no negócio de madeiras que ele expandiu em carvão, ferro e outros negócios.
Durante a Guerra de 1812, Cunard serviu no 2º Batalhão do Regimento de Halifax, para o grau de capitão. Ele segurou muitos escritórios públicos como comissário e manteve uma reputação como não só um homem de negócios de shrewed mas também um cidadão honesto e generoso.  
Cunard era um empresário altamente próspero em Halifax, que transportou um grupo de doze indivíduos que dominaram os negócios da Nova Escócia. Foi para o Reino Unido onde ele montou uma companhia com vários outros homens de negócios para licitar os direitos de realizar um serviço de correio transatlântico entre o Reino Unido e a América do Norte. Tendo êxito em sua oferta, a companhia depois virou Cunard Steamships Limited - Navios a vapor Cunard Limitada.
Em 1840 o primeiro navio a vapor da companhia, o RMS Britannia, navegou de Liverpool a Halifax, Nova Escócia e depois Boston, Massachusetts, com Cunard e 63 outros passageiros a bordo, marcando o começo de serviço de carga. Estabelecendo uma reputação pura e longa com velocidade e segurança, a companhia de Cunard prosperou nas linhas transatlânticas tendo sucesso, enquanto muitos rivais potenciais que se lamentavam com as fortunas e navios perdidos. A companhia evoluiu ainda mais absorvendo eventualmente muitas outras companhias como a Canadian Northern Steamships Ltd - Navios a vapor do norte canadense Ltd -  e sua principal rival, a White Star Line, os donos do infortunado Titanic. Depois disso, Cunard dominou o comércio de passageiros no Atlântico com alguns navios famosos como o RMS Queen Mary e RMS Queen Elizabeth. O nome dele se mantém ainda hoje na Cunard, agora uma filial de prestigio da Carnival Corporation & plc.
Cunard possuiu várias companhias no Canadá. A companhia de carvão que ele comprou para abastecer seus navios, ainda é uma das principais companhias de combustível da Escócia, embora hoje esteja nas mãos da Família de Irving de Brunswick. 
Em 1859 Cunard foi declarado um barão pela Rainha Victoria.  
Ele morreu em Kensington e está enterrado no Cemitério de Brompton.
No Museu Marítimo do Atlântico em Halifax, uma porção significativa do segundo andar do prédio é dedicada à sua vida e a de sua tão famosa linha, a Cunard Line.